# Eanswith
Eanswith ou Eanswythe est une princesse et religieuse anglo-saxonne de la première moitié du VIIe siècle. Fille du roi Eadbald, elle est la fondatrice de l'abbaye de Folkestone, dans le Kent.

## Biographie
Les rares informations historiques concernant Eanswith proviennent de la « légende de sainte Mildrith », une série de textes de nature hagiographique relatant la vie de plusieurs saints appartenant à la famille royale du royaume du Kent, les Oiscingas. Cette légende indique qu'elle est la fille du roi Eadbald et de sa deuxième femme, la princesse mérovingienne Ymme. Son grand-père paternel Æthelberht est le premier roi chrétien du Kent : il se convertit au début du VIIe siècle, à la suite des efforts de la mission grégorienne arrivée dans son royaume en 597. La seule autre information concernant Eanswith dans ce texte est qu'elle est enterrée à Folkestone.
Une hagiographie rédigée au XIIIe siècle par un moine anonyme de Folkestone offre une biographie plus détaillée et fantaisiste d'Eanswith. D'après ce texte, qui ne subsiste que sous une forme résumée dans le Sanctilogium de Jean de Tynemouth, Eanswith est à l'origine de la fondation de l'abbaye de Folkestone, où elle souhaite se retirer pour vivre à l'écart du monde. Son père y fonde pour elle un petit oratoire, ainsi qu'une église dédiée à saint Pierre. Un roi païen de Northumbrie souhaite l'épouser, mais elle rejette ses avances grâce à un miracle divin. D'autres miracles se produisent durant la construction de l'abbaye, ainsi qu'après la mort d'Eanswith.

## Culte
Considérée comme sainte, Eanswith est fêtée le 31 août, date anniversaire de sa mort, ou le 12 septembre, date anniversaire du transfert de ses reliques. Après la destruction de son abbaye, causée par les Vikings ou par l'érosion du littoral, la communauté monastique de Folkestone déménage vers un nouveau site en 1137. Ce nouveau prieuré de Folkestone, fondé par le baron local Guillaume d'Avranches, est fermé en 1535, durant la dissolution des monastères. Son église correspond à l'actuelle église paroissiale de Folkestone, qui est dédiée à Eanswith et à Marie.
En 1885, lors de travaux de rénovation, un reliquaire en plomb contenant la moitié d'un squelette humain est découvert encastré dans un mur de l'église. C'est probablement au moment de la dissolution des monastères que ce reliquaire y a été dissimulé, afin d'échapper à la destruction. Des analyses effectuées en 2020 démontrent que les ossements appartiennent à une seule personne et qu'il s'agissait probablement d'une jeune femme de haut rang morte entre 17 et 20 ans environ. La datation au carbone 14 situe la date du décès vers le milieu du VIIe siècle. Il s'agirait donc bien des restes d'Eanswith.